# Jaroslav (Pardubicei járás)
Jaroslav település Csehországban, a Pardubicei járásban. Jaroslav Ostřetín, Trusnov, Horní Jelení, Týnišťko és Radhošť településekkel határos. Lakosainak száma 259 fő (2024. január 1.).

## Népesség
A település lakosságának változását az alábbi diagram mutatja:
| Lakosok száma | 360  | 383  | 324  | 265  | 198  | 212  | 234  | 245  | 245  | 259  |
|               | 1869 | 1890 | 1921 | 1950 | 1980 | 2001 | 2017 | 2019 | 2022 | 2024 |